# Anaerosacchariphilus
Anaerosacchariphilus es un género de bacterias de la familia Lachnospiraceae. Actualmente (2023)  contiene dos especies: Anaerosacchariphilus polymeriproducens y Anaerosacchariphilus hominis. Fue descrito en el año 2019. Su etimología hace referencia a amante de azúcar. El nombre de la especie hace referencia a producción de polímeros. Se tiñe como gramnegativa, aunque posiblemente sea grampositiva con pared delgada como otras bacterias de la misma familia. Es anaerobia estricta, móvil por flagelación perítrica y productora de esporas. Tiene un tamaño de 0,4-0,6 μm de ancho por 0,9-1,5 μm de largo. Forma colonias de color amarillo pálido. Temperatura de crecimiento entre 20-42 °C, óptima de 38-42 °C. Se ha aislado del sedimento en un lago salado en Corea del Sur. 